# Espresso Martini

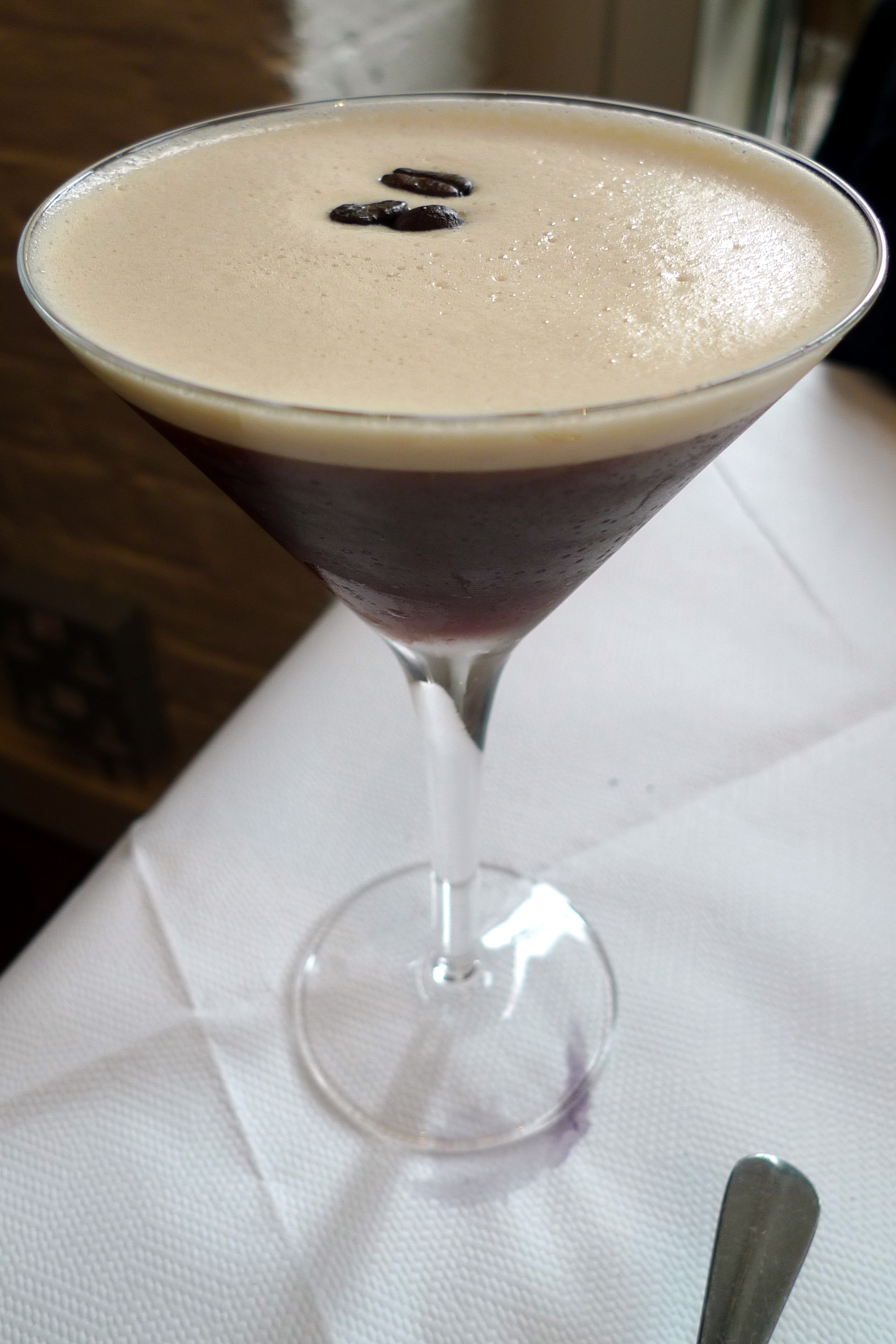
Espresso Martini in einem Martiniglas

Der Espresso Martini ist ein alkoholhaltiger Cocktail aus Wodka, Espresso,  Kaffeelikör und Zuckersirup. Der Drink zählt zu den After-Dinner-Drinks und wird von der International Bartenders Association zusammen mit anderen namhaften Cocktails in der Kategorie New Era Drinks (etwa: Drinks des neuen Zeitalters) geführt. Mit einem klassischen Martini hat der Cocktail geschmacklich nichts gemein, wird jedoch wie dieser oft in einem Martiniglas serviert.

## Geschichte
Erstmals nachweislich zubereitet wurde der Drink Ende der 1980er Jahre in der Londoner Fred‘s Bar. Demnach kam ein junges und heute weltberühmtes Model in jene Bar, in der der Barkeeper Dick Bradsell arbeitete und verlangte einen Drink, der folgenden Ansprüchen genügen sollte:

“wake me up, and then fuck me up.”

„mich aufwecken und mich dann umhauen.“

Bradsell mixte daraufhin erstmals den Espresso Martini, der durch den Espresso und Wodka eben jene Eigenschaften erfüllen soll. In den folgenden Jahren erfreute sich der Drink dann zunehmender Popularität.

## Zubereitung und Variationen
Die International Bartenders Association (IBA) führt den Espresso Martini in ihrer Rezeptliste in der Kategorie New Era Drinks (etwa: Drinks des neuen Zeitalters) und empfiehlt die Zubereitung mit 5 cl Wodka, 3 cl Kahlúa, nach individueller Präferenz der Süße Zuckersirup sowie einem kleinen, starken Espresso. Alle Zutaten werden mit Eis in einen Shaker gegeben, geschüttelt und anschließend in eine Cocktailschale abgeseiht.
In manchen Rezepten wird empfohlen, den Drink anschließend mit mehreren – meist drei – Kaffeebohnen zu garnieren und den Espresso vor der Zugabe in den Shaker abkühlen zu lassen. Teilweise wird der Drink durch die Zugabe von Minze oder die Verwendung von mit Vanille aromatisiertem Wodka abgewandelt.